# Малый Битаман
Малый Битаман (тат. Кече Битаман) — деревня в Высокогорском районе Республики Татарстан, в составе Большебитаманского сельского поселения.

## География
Деревня находится на реке Ашит, в 36 км к северо-западу от районного центра, посёлка Высокая Гора.

## История
Окрестности деревни были обитаемы ещё в эпоху мезолита, о чём свидетельствует археологический памятник - Мало-Битаманская стоянка.
Основание деревни относят к XVIII веку.
Название деревни произошло от татарского слова «кече» (малый) и ойконима «Битаман».
В сословном плане, в XVIII веке и вплоть до 1860-х годов, жителей деревни причисляли к государственным крестьянам.
По данным переписей, население деревни увеличивалось с 210 человек в 1859 году до 539 человек в 1938 году. В последующие годы численность населения деревни постепенно уменьшалась и в 2017 году составила 192 человека.
По сведениям из первоисточников, в начале XX столетия в деревне существовала мечеть. В 1997 году в деревне также построена мечеть.
Административно, до 1920 года деревня относилась к Царёвококшайскому уезду Казанской губернии, с 1965 года относится к Высокогорскому району Татарстана.

## Экономика и инфраструктура
Полеводство, животноводство; эти виды деятельности являлись основными для жителей деревни также и в XVIII-XIX столетиях.
В деревне действуют клуб, библиотека, фельдшерско-акушерский пункт.